# Seuil d'objectivité
Cet article court présente un sujet plus développé dans : modèle mathématique.
Le seuil d'objectivité d'un modèle mathématique, tel qu'énoncé par Georges Matheron, est le « seuil au-delà duquel la déduction ne fournit plus que des énoncés empiriquement vides ».
Par exemple, soit une suite de 100 tirages à pile ou face (0 ou 1). On peut tester l'indépendance des tirages deux à deux ; par contre, l'hypothèse « la suite répète trois fois les 100 premiers tirages » est sûrement incontrôlable empiriquement, car l'échantillon est trop petit. Georges Matheron parle d'énoncé « objectivement vide » ou « empiriquement vide ».[précision nécessaire]

## Sources
Georges Matheron, Estimer et choisir : essai sur la pratique des probabilités, Fontainebleau, École nationale supérieure des mines de Paris, coll. « Les Cahiers du Centre de morphologie mathématique de Fontainebleau » (no 7), 1978, 175 p. (OCLC 464894503, BNF 35680386)